# Apina calisto
Apina calisto là một loài bướm đêm trong họ Noctuidae.